# Filipe Sauturaga
Filipe Sauturaga (19 de junho de 1994) é um jogador de rugby fijiano, que joga na posição de back.

## Carreira
Sauturaga competiu pela equipe de sevens de Fiji que ganhou uma medalha de prata nos Jogos da Commonwealth de 2022. Ele também foi membro da equipe que ganhou uma medalha de ouro na Copa do Mundo de Rúgbi Sevens de 2022 na Cidade do Cabo.
Ele fez parte do time de Fiji que ganhou a medalha de prata nos Jogos Olímpicos de Verão de 2024 em Paris.